# Oliarus angusticeps
Oliarus angusticeps är en insektsart som beskrevs av Géza Horváth 1892. Oliarus angusticeps ingår i släktet Oliarus och familjen kilstritar. Inga underarter finns listade i Catalogue of Life.